# Шатин (Вайоцдзорская область)
Шатин (арм. Շատին) — село в Вайоцдзорской области Республики Армения.
Село расположено на трассе Ехегнадзор—Мартуни в 7 км на северо-запад от Ехегнадзора. Также от села отходит вспомогательная дорога на восток, которая в обход Ехегнадзора и Ванка даёт выход на трассу Ереван—Горис в южном направлении. Эта трасса важна тем, что даёт выход дальним высокогорным сёлам Вайоцдзорской области к двум трассам.

## Природа
На горных склонах села можно увидеть несколько десятков безоаров. Эти животные зарегистрированы не только в армянской, но и в международной Красной книге. В этом месте, однако, трудно представить, что безоары находятся под угрозой исчезновения. Дело в том, что в последние годы, благодаря программе сохранения безоаров, в Вайоцдзорской области кризис удалось преодолеть. Шатин — единственное село не только в Армении, но и на всем Кавказе, где человек и безоаровые козлы живут бок о бок.

## Топонимика
3 января 1935 года село Гасанкенд Ехегнадзорского района Армянской ССР было переименовано в Шатин.

## Достопримечательности
В селе расположен монастырь Шативанк 929 года, средневековые церкви и мост Тсатура на реке Ехегис, 1666 года. В окрестностях села расположено ущелье Ехегиса. Оно богато растительным и животным миром, покрыто полулесным слоем, и по нему протекает река Ехегис. Ущелье является местом отдыха для туристов и местных жителей. В деревне Шатин была построена обзорная площадка для туристов, с которой открывается вид на ущелье. Здесь можно увидеть целые стада безоаровых козлов. В 1 км на северо-запад от села расположена пещера.